# 帕特里克·沙纳汉
帕特里克·迈克尔·沙纳汉（英語：Patrick Michael Shanahan，1962年6月27日—）是美國商人和唐纳德·特朗普政府官員。
2019年1月，接替詹姆斯·马蒂斯職務，成為代理國防部長，但仅代理6月余未能转正便辞职。

## 生平
1962年生於华盛顿州，入讀華盛頓大學攻讀機械工程以理學學士畢業，其後到麻省理工学院進修其專業並獲取理學碩士，並於麻省理工斯隆管理學院研讀工商管理碩士課程。

## 职业生涯

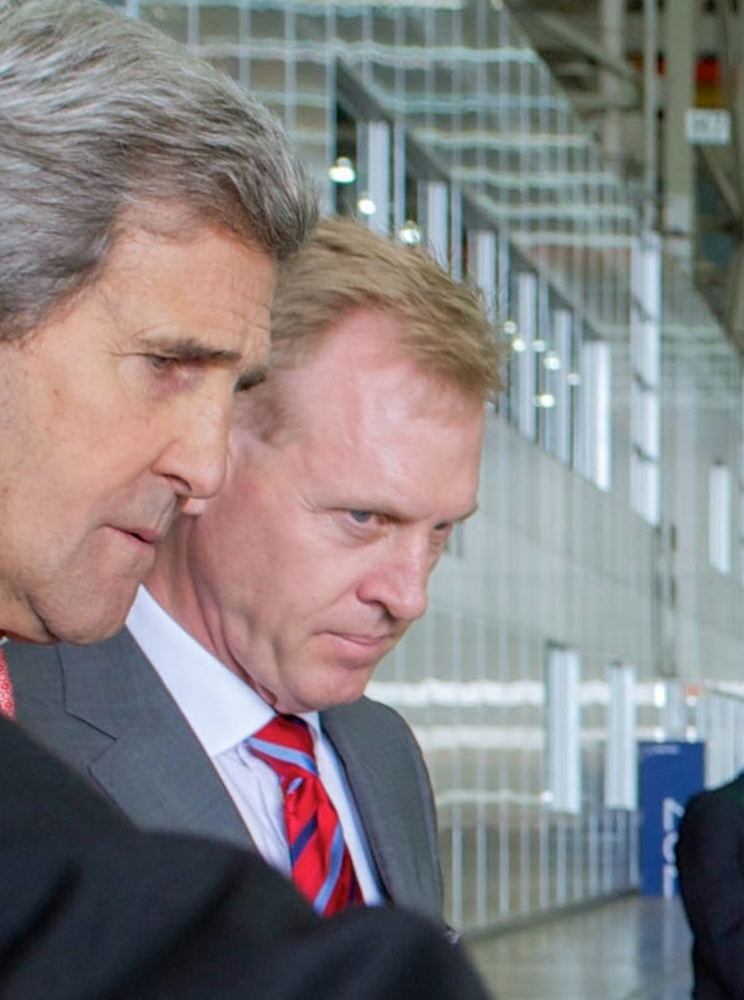
沙納漢与约翰·克里

沙納漢一直不停涉獵波音不同的軍工業務，建立了對國防不淺的了解。起初1986年入職，負責電腦服務以及參與波音777計劃。其職業生涯中，曾出任波音導彈防禦系統以及眾多客機計劃的管理層。同時，亦在重新開發波音787計劃中扮演著重要的先鋒角色，更於2008年時有「搞定先生」的外號。
他擔任了波音民用飞机集团副主席以及波音757項目總經理的職務，全面負責757系列的設計、製造及盈利控制。此外，於波音767計劃和工業製造擁有領導地位。其後到費城出任波音旋翼機系統的副主席及總經理。，負責所有美軍位於費城與亞利桑那州梅薩的航空計畫以及飛行活動，包括V-22魚鷹式傾轉旋翼機、CH-47 契努克和AH-64阿帕契直升機。然後成為波音導彈防禦系統的副主席及總經理，從2004年開始監管陸基中段防禦系統、空中雷射系統以及進階戰略性雷射計劃。接著出任波音787計劃的副主席及總經理，於對計劃十分關鍵的2007至08年間的帶領整個項目，之後自從2008年12月起擔任波音民用飞机集团飛機計劃的高級副主席。
2016年4月，獲擢升至波音主公司，成為波音高級副主席（供應鏈及運營），職責涵蓋生產運營及供應商管理，主要實施有關進階生產科技及全球供應鏈的策略性佈置。
沙納漢曾為波音公司執行委員會成員。

## 国防部副部长
2017年3月16日，美國總統特朗普表示希望提名沙纳汉為美国国防部副部长──國防部文官第二高級的職位。特朗普其後正式提名沙纳汉為國防部副部長，以特朗普所建議的近年最大軍事預算升幅的國防部預算為基礎，去領導擴充美軍的規模。其參議院確認聽證會於同年6月20日舉行，會中支持提供極具殺傷力武器予烏克蘭的參議員約翰·麥凱恩因不滿沙纳汉對此議題的書面回覆而威脅妨礙其提名，沙纳汉回應指自己仍未能獲取有關的機密軍事資訊，故未能落實有關決定。
沙纳汉於2017年7月18日以票數92比7獲参议院確認，正式就職第33任國防部副部長。

## 国防部代理部长
2018年12月23日，美國總統川普決定提早結束马蒂斯的任期，任命沙納漢於2019年1月1日接任代理國防部長的職務。
沙納漢因涉及2010年和妻子互殴，被联邦调查局调查；2019年6月18日，沙纳汉發声明表示他因家庭原因決定退出正任國防部長的提名程序，并将辞去正任国防部副部长一职，不再代理國防部長。

## 奖项及協會會員

### 現任
- 英国皇家航空学会－会士
- 製造業工程師協會－研究員，2004年[19]
- 美国航空航天学会－副研究员[13]

### 曾任
- 美国直升机协会国际理事会－秘书和司库[12]
- 华盛顿大学校務委員會－主席[7]
- 华盛顿大学校務委員會－成員（2012至2017年）[20]
- 美国帕金森病协会－董事
- 华盛顿州圆桌会议－成員[7]

## 家庭
- 父親 Michael Shanahan（1941年-）[21]：越戰英雄；警察；商人；
- 母親 Jo-Anne Shanahan（？-）：1961年9月16日結婚，育3子：Patrick, Matthew and Raymond；
- 弟弟 Matthew Shanahan（？-）：畢業於University of Washington，電腦工程computer engineering專業畢業，任職Chief Innovation Officer at Globys Inc.
- 二弟 Raymond Shanahan（？-2015）：2015年罹患腦癌過世；
- 前妻 Kimberly Jordinson（1962年12月13日-）：地產商，室內設計商；育1子2女；1985年結婚，約2010年離婚；[22]
- 長子 William Shanahan（1994年-）：
- 大女兒
- 小女兒

## 外部連結
- C-SPAN內的頁面（英文）

| 美国政府职务         | 美国政府职务                     | 美国政府职务                 |
| -------------------- | -------------------------------- | ---------------------------- |
| 前任： 詹姆斯·马蒂斯 | 美國國防部長 代理 2019年－2019年 | 繼任： 馬克·埃斯柏（代理）   |
| 前任： 鲍勃·沃克     | 美國副國防部長 2017年－2019年    | 繼任： 大衛·諾奎斯特（代理） |